# Lockhartia pittieri
Lockhartia pittieri är en orkidéart som beskrevs av Rudolf Schlechter. Lockhartia pittieri ingår i släktet Lockhartia och familjen orkidéer. Inga underarter finns listade i Catalogue of Life.